# Euchiton japonicus
Euchiton japonicus là một loài thực vật có hoa trong họ Cúc. Loài này được (Thunb.) Holub mô tả khoa học đầu tiên năm 1974.